# Британско военно гробище (Йерусалим)
Британското военно гробище в Йерусалим е военно гробище на хълма Скопий в Йерусалим. То почита английските войници, загинали по време на Първата световна война по време на Британския мандат в Палестина.